# Harry Bath
Harry Bath (* 28. November 1924; † 4. Oktober 2008) war ein australischer Rugby-League-Spieler und Trainer. Er wird oft als der beste australische Rugby-League-Spieler, der es nie in die Nationalmannschaft geschafft hat, bezeichnet.

## Spielerkarriere

### Australien
Bath begann 1940 im Alter von 16 Jahren mit dem Rugbyspielen für die Souths Logan Magpies, einen Verein aus den südlichen Vororten von Brisbane. Nach 6 Jahren bei dem Verein, in denen er unter anderem ausgewählt wurde, den Bundesstaat Queensland zu vertreten, wechselte er zu den in Sydney beheimateten Balmain Tigers. Bereits nach einer Saison, in der er mit Balmain die NSWRFL gewann, wurde er in die Mannschaft des Bundesstaats New South Wales gewählt. Während eines 1946 stattfindenden Spiels zwischen New South Wales und Großbritannien zog er sich eine Beinverletzung zu, die verhinderte, dass er an einem eine Woche später stattfindenden Spiel zwischen Großbritannien und Australien teilnehmen konnte. 1947 gewann er mit Balmain erneut die NSWRFL und wurde in die australische Nationalmannschaft für eine Testspielserie gegen England gewählt, aufgrund einer Beinverletzung, die er sich bei einem Spiel in der NSWRFL zugezogen hatte, konnte er an keinem der Spiele teilnehmen. 1948 gewann er mit Balmain erneut die NSWRFL.

### England
1948 wechselte Bath zum englischen Verein Barrow Raiders. Bei den Raiders blieb er nur 6 Monate, bevor er zu den Warrington Wolves wechselte. Er spielte insgesamt 9 Saisons lang für Warrington und gewann mit ihnen unter anderem zweimal die Rugby Football League Championship und zweimal den Challenge Cup. Zudem war er in der Saison 1952–1953 der Kicker mit den meisten Punkten und nahm am 23. Januar 1952 mit einer Auswahlmannschaft des britischen Empires an einem Spiel gegen Neuseeland teil.

### Rückkehr nach Australien
1957 kehrte Bath nach Australien zurück und spielte für die St. George Dragons, da die Balmain Tigers sich aufgrund der Tatsache, dass er bereits 33 Jahre alt war, weigerten ihn erneut unter Vertrag zu nehmen. Nach Ende der regulären Saison standen die Dragons an der Tabellenspitze der NSWRFL und gewannen in den Playoffs das Finale gegen die Manly-Warringah Sea Eagles 31:9.
1958 war er mit 225 Punkten der Spieler mit den meisten Punkten, war mit den Dragons nach der regulären Saison erneut an der Tabellenspitze und gewann das Finale gegen die Western Suburbs Magpies 20:9. 1959 waren die Dragons zum dritten Mal in Folge nach der regulären Saison an der Tabellenspitze und gewannen zum dritten Mal in Folge das Finale, diesmal 20:0 gegen die Manly-Warringah Sea Eagles. Im Finale erhielt Bath eine rote Karte wegen eines Kampfes mit Manlys Rex Mossop.
Gegen Ende des Jahres 1959 beendete Bath im Alter von 35 Jahren seine Karriere als Spieler, ohne je ein Spiel für die australische Nationalmannschaft absolviert zu haben.

## Karriere als Trainer
1961 wurde Bath ein Mitglied des Trainergremiums der NSWRL und trainierte ein Jahr später die australische Nationalmannschaft für die Ashes. Seine beiden größten Erfolge als australischer Nationaltrainer waren der Gewinn der Rugby-League-Weltmeisterschaft 1968 und 1970.
Parallel dazu trainierte er die Balmain Tigers. 1964 und 1966 schafften sie es ins Finale der NSWRFL, beide Male verloren sie gegen die St. George Dragons.
Nachdem er zwischendurch die Newtown Jets trainiert hatte, wurde er Trainer bei den St. George Dragons und schaffte es mit ihnen 1977 ins Finale gegen die Parramatta Eels. Nachdem das Finale am 17. September 9:9 ausgegangen war, fand eine Woche später ein Wiederholungsspiel statt, dass die Dragons 22:0 gewannen. 1979 gewannen die Dragons erneut das Finale, diesmal gegen die Canterbury-Bankstown Bulldogs.
1981 beendete Bath seine Karriere als Trainer.
Am 4. Oktober 2008 starb Harry Bath nach langer Krankheit im Alter von 83 Jahren. Seine Beerdigung fand am 9. Oktober in der St. Andrews Church in Cronulla, einem südlichen Vorort von Sydney statt. Anschließend wurde er auf dem Woronora Cemetery begraben. Die St. George Dragons veranstalteten nach der Beerdigung eine Totenwache, an der sehr viele Leute teilnahmen.

## Ehrungen
Bath ist seit 2004 Mitglied in der Australian Rugby League Hall of Fame und ein Mitglied in der Hall of Fame der Warrington Wolves.
Im Februar 2008 erstellten die NRL und die ARL eine Liste namens Australian rugby league’s 100 greatest players, in ihr ist unter anderem auch Harry Bath drin.

## Titel und Erfolge
Als Spieler
- NSWRL: 1946, 1947, 1957, 1958, 1959

Als Trainer
- WM: 1968, 1970
- NSWRL: 1977, 1979